# A simlis és a szende
A simlis és a szende (eredeti cím: Moonlighting) egy 1985-ben indult amerikai krimisorozat. A sorozat alkotója Glenn Gordon Caron, a történet pedig egy nő és egy férfi által működtetett nyomozóiroda kalandjait követi nyomon. A nő főszereplőt Cybill Shepherd, míg a férfi főszereplőt Bruce Willis alakította, utóbbi főként a sorozat által vált ismertté.
A műsort az Amerikai Egyesült Államokban az ABC adta 1985. március 5. és 1989. május 14. között. Magyarországon először az MTV 1 mutatta be 1993. január 12-én. Később az MTV 2, az AXN Crime és az RTL Klub, valamint a Sorozat+ is műsorra tűzte.

## Cselekmény
A sorozat a Kék Hold nyomozóiroda eseteit mutatja be, amit Maddie Hayes és Davis Addison Jr. közösen működtet.

## Szereplők
| Szerep                 | Színész           | Magyar hang       |
| ---------------------- | ----------------- | ----------------- |
| David Addison Jr.      | Bruce Willis      | Dörner György     |
| Madelyn „Maddie” Hayes | Cybill Shepherd   | Básti Juli        |
| Agnes DiPesto          | Allyce Beasley    | Kiss Erika        |
| Herbert Viola          | Curtis Armstrong  | Józsa Imre        |
| MacGillicudy           | Jack Blessing     | Bolla Róbert      |
| Heinz                  | Robert Ellenstein | Kisfalussy Bálint |
| Alan                   | James Karen       | Szersén Gyula     |
| Susan Kaplan           | Rebecca Stanley   | Hámori Eszter     |
| Simon                  | Dennis Lipscomb   | Kautzky Armand    |
| Selma                  | Liz Sheridan      | Pásztor Erzsi     |
| Andre                  | John Medici       | Kerekes József    |

## Epizódok
| Évad | Évad | Epizódok | Eredeti sugárzás     | Eredeti sugárzás  | Eredeti adó |
| Évad | Évad | Epizódok | Évadpremier          | Évadfinálé        | Eredeti adó |
| ---- | ---- | -------- | -------------------- | ----------------- | ----------- |
|      | 1    | 7        | 1985. március 3.     | 1985. április 2.  | ABC         |
|      | 2    | 18       | 1985. szeptember 24. | 1986. május 13.   | ABC         |
|      | 3    | 15       | 1986. szeptember 23. | 1987. május 5.    | ABC         |
|      | 4    | 14       | 1987. szeptember 9.  | 1988. március 22. | ABC         |
|      | 5    | 13       | 1988. december 6.    | 1989. május 14.   | ABC         |